# Pukekohe Park Raceway
Der Pukekohe Park Raceway ist eine Motorsport-Rennstrecke in Pukekohe, Neuseeland. Im Infield der Strecke befindet sich eine Pferderennbahn.

## Geschichte
Der ursprünglich 3,5 Kilometer lange Raceway wurde 1963 eröffnet und übernahm an Stelle des temporären Ardmore Airfield Circuit die Rolle als Veranstalter des Großen Preises von Neuseeland.
Ab 1967 wurde die westliche Streckenschleife durch eine neue Kurzanbindung mit einer zusätzlichen Schikane ausgelassen. Die Länge des Kurses verkürzte sich dadurch auf 2,82 km.
1973 kam bei einem Motorradrennen der US-Amerikaner Cal Rayborn ums Leben, als er in der ersten Kurve nach einem Motorschaden mit der Streckenbegrenzung kollidierte. Daraufhin geriet der Kurs immer wieder in Kritik, da die Sicherheitsvorkehrungen als nicht mehr zeitgemäß angesehen wurden. In der Hoffnung, weitere größere Rennserien anzulocken, wurde 1990 eine neue Boxenanlage erbaut.
2012 wurden neue Investitionen in Pukekohe getätigt. Unter anderem wurde die Boxenanlage vergrößert, eine neue Schikane zwischen der Shellbend und der Hairpin eingebaut und die Streckenbegrenzungen auf aktuelle Sicherheitsstandards gebracht. Die Streckenlänge änderte sich auf 2,91 km.
Am 2. April 2023 fand die letzte Rennveranstaltung auf dem Kurs statt, da die Anlage in Zukunft ausschließlich für Pferderennen genutzt und ausgebaut werden soll.

## Veranstaltungen
Eines der Hauptrennen seit den 1960ern war jahrelang das „Benson-and-Hedges-500-Meilen-Rennen“ (später dann 1000 Kilometer), bei welchem Fahrer wie Peter Brock, Dick Johnson und Jim Richards antraten. Zwischen 1964 und 1975 war der Grand Prix auch Teil der Tasman Series, welche im europäischen Winter viele Fahrer aus Europa anlockte.
1988 wurde der Kurs zusammen mit dem Wellington Street Circuit in den Kalender der damals neu erschaffenen FIA Asia-Pacific Touring Car Championship aufgenommen.
1996 fand ein Rennen der „New Zealand Mobil Sprints“-Serie auf der Strecke statt. Von 2001 bis 2007 waren auch die V8 Supercars zu Gast. 2008 wurde das Rennen dann auf den Hamilton Street Circuit verlegt. Als der Kurs in Hamilton 2012 zum letzten Mal befahren wurde, kehrten die Supercars im Folgejahr zurück.

## Der Große Preis von Neuseeland
Von 1963 bis 2000 fand insgesamt 29 Mal der Große Preis von Neuseeland in Pukekohe statt.
| Jahr | Fahrer         | Fahrzeug               |
| ---- | -------------- | ---------------------- |
| 1963 | John Surtees   | Lola Mk4-Climax        |
| 1964 | Bruce McLaren  | Cooper T170-Climax     |
| 1965 | Graham Hill    | Brabham BT111A-Climax  |
| 1966 | Graham Hill    | BRM P261               |
| 1967 | Jackie Stewart | BRM P261               |
| 1968 | Chris Amon     | Ferrari 246 Tasman     |
| 1969 | Chris Amon     | Ferrari 246 Tasman     |
| 1970 | Frank Matich   | McLaren M10A-Chevrolet |
| 1971 | Niel Allen     | McLaren M10A-Chevrolet |
| 1972 | Frank Gardner  | Lola T300-Chevrolet    |
| 1973 | John McCormack | Elfin MR5-Repco Holden |
| 1975 | Warwick Brown  | Lola T332 Chevrolet    |
| 1976 | Ken Smith      | Lola T332 Chevrolet    |
| 1977 | Keke Rosberg   | Chevron B34            |
| 1978 | Keke Rosberg   | Chevron B34            |
| 1979 | Teo Fabi       | March 79B              |
| 1980 | Steve Millen   | Ralt RT1               |
| 1981 | Dave McMillan  | Ralt RT1               |
| 1982 | Roberto Moreno | Ralt RT4-Ford          |
| 1983 | David Oxton    | Ralt RT4 Ford          |
| 1984 | Davy Jones     | Ralt RT4 Ford          |
| 1985 | Ross Cheever   | Ralt RT4 Ford          |
| 1986 | Ross Cheever   | Ralt RT4 Ford          |
| 1987 | Davy Jones     | Ralt RT4 Ford          |
| 1988 | Paul Radisich  | Ralt RT4 Ford          |
| 1989 | Dean Hall      | Swift-Cosworth         |
| 1990 | Ken Smith      | Swift Cosworth         |
| 1991 | Craig Baird    | Swift Toyota           |
| 2000 | Andy Booth     | Reynard 94D-Holden     |